# Qiyunia
Qiyunia lehtineni es una especie de araña araneomorfa de la familia Dictynidae. Es la única especie del género monotípico Qiyunia.  

## Distribución
Es originaria de Anhui en China, donde se encuentra en el Monte Qiyun.